# 鄭早苗
鄭 早苗（チョン・チョミョ／ていさなえ、정조묘、1944年5月 - 2010年2月4日）は、在日コリアン2世の歴史学者。専門は古代朝鮮史、日朝関係史。大谷大学教授。

## 来歴
大阪府大阪市生まれ。1969年神戸大学文学部を卒業後、1973年大阪市立大学大学院文学研究科修士課程修了。大阪府在日外国人有識者会議委員、京都女性協会理事、豊中国際交流協会理事、アジア太平洋人権情報センター評議員、NPO法人在日コリアン高齢者支援センターサンボラム理事長、社団法人大阪国際理解教育研究センター理事長などを歴任した。井上秀雄に師事。
2010年2月4日、肺癌のため大阪府茨木市の病院で死去。65歳没。

## 著書

### 単著
- 『韓国の歴史と安東権氏』（新幹社、2005年）

### 共著
- （井上秀雄）『韓国・朝鮮を知るための55章』（明石書店、1992年）
- （井上正一、高敬一）『ともに生きる社会―在日コリアンの人権を考える』（大阪国際理解教育研究センター、2006年）
- (李成市、姜徳相、姜在彦、朴一、高橋哲哉、水野直樹、西野瑠美子、俵義文)「心ある日本の方々に　中学校『歴史教科書』の採択に際し、今知ってほしいこと‐共に考えましょう、子どもたちの未来のために」在日本大韓民国民団文教局

### 共編著
- （姜徳相、中山清隆、金両基監修）『図説韓国の歴史』（河出書房新社、1989年／新装改訂2版［ふくろうの本］、2002年）
- （滝口直子）『「自己」の揺らぎと変異―「歪んだ関係」から問いかける』（アカデミア出版会、2004.9）

### 訳書
- 韓国読書新聞編『韓国史の再検討』（学生社、1974年）
- 金貞培『韓国民族文化の起源』（学生社、1978年）（藤口健二、東湖、武末純一共訳）
- 金哲埈『韓国古代史研究』（学生社、1981年）（池川英勝、亀井輝一郎共訳）
- 国史編纂委員会『韓国―その人々の歴史』（帝国書院〈全訳世界の歴史教科書シリーズ〉、1983年）（井上秀雄共訳）
- 金富軾、奉宣撰『三国史記』（平凡社〈東洋文庫492〉、〈4　列伝　第1-10〉1988年／ワイド版、2006年）（井上秀雄との共訳註）

### 監修
- （山本冬彦、徐正禹／KMJ研究センター編）『新よりよき隣人として―在日韓国・朝鮮人の人権を考える』（KMJ研究センター、1993年）
- （井上正一、金敦子編）『きっとわかりあえるよ―在日韓国・朝鮮人問題入門』（KMJ研究センター、1997年／増補版、大阪国際理解教育研究センター、1998年）